# Eriocaulon celebicum
Eriocaulon celebicum är en gräsväxtart som beskrevs av Pieter van Royen. Eriocaulon celebicum ingår i släktet Eriocaulon och familjen Eriocaulaceae.
Artens utbredningsområde är Sulawesi. Inga underarter finns listade i Catalogue of Life.